# Бръшляница
Бръшля̀ница е село в Северна България. То се намира в община Плевен, област Плевен. Кмет на селото е Цветан Господинов.

## География
Отстои на 24 км северно от гр. Плевен, на 12 км южно от гр. Гулянци, на 18 км северозападно от гр. Славяново и на 167 км североизточно от гр. София.
Разположено е в равнинен район, а надморската му височина е 133 м. Климатът се характеризира с горещо и сухо лято, докато зимата е студена. Многобройни валежи падат през месеците юни и февруари. Характерно за района е, че е един от най-градобитните в Северна България.
В селото са изградени водопреносна и електропреносна мрежи. Редовен автобусен транспорт го свързва с останалите населени места. 
Постоянното население е около 841 души. 

## История
Първото село Бръшляница било изоставено и разрушено, защото било налегнато от чума. След това било застроено отново на 25 км от град Плевен.

## Религия
Религията, която се изповядва е християнство. В селото има стара църква.

## Обществени институции
Функционират кметство, читалище, детска градина, основно училище, търговски обекти и заведения, както и футболен клуб. За здравето на местните жители се грижат един общопрактикуващ лекар и един стоматолог, а най-близката болница е в гр. Гулянци.

## Културни и природни забележителности
Къща музей на Добри Джуров.

## Редовни събития
Събора на селото се състои в последната събота на месец октомври.

## Личности
- Милко Георгиев (1923-1984), български политически офицер, генерал-майор

## Други
- Футболен клуб „Чавдар“